# Sommer-Paralympics 2012/Teilnehmer (Nordkorea)
| stlisierte Goldmedaille | stlisierte Silbermedaille | stlisierte Bronzemedaille |
| ----------------------- | ------------------------- | ------------------------- |
| —                       | —                         | —                         |

Nordkorea nahm erstmals an den Paralympics teil und entsandte zu den Paralympischen Sommerspielen 2012 in London einen männlichen Sportler.

## Teilnehmer nach Sportart

### Schwimmen
Männer:
- Ju Song-rim